# Ally Robertson
Alistair Peter Robertson, più conosciuto con il diminutivo Ally Robertson (Philpstoun, 14 giugno 1952) è un allenatore di calcio ed ex calciatore scozzese, di ruolo difensore.

## Caratteristiche tecniche
Era un difensore centrale.

## Carriera

### Giocatore
Dal 1967 al 1969 gioca nelle giovanili del West Bromwich, club con cui nella stagione 1969-1970, all'età di 17 anni, esordisce tra i professionisti; in particolare, gioca la sua prima partita in assoluto nel club (e quindi anche da professionista) il 25 ottobre 1969, sostituendo l'infortunato John Kaye in una partita casalinga di campionato contro il Manchester Utd: nell'occasione Robertson dovette marcare George Best e, limitando l'attaccante nordirlandese, contribuì alla vittoria per 2-1 della sua squadra. Nella parte finale della stagione inizia a giocare da titolare (chiudendo l'annata con 10 presenze in campionato) ma, all'inizio della stagione 1970-1971, dopo 4 presenze in campionato, si rompe una gamba in un contrasto di gioco in una partita di Coppa di Lega, perdendo quasi un anno a causa dell'infortunio. Una volta ripresosi dall'infortunio torna comunque a giocare da titolare, giocando 31 partite già nella stagione 1971-1972, seguite da 36 presenze ed una rete (la sua prima in carriera in campionati professionistici) nella stagione 1972-1973, conclusa con una retrocessione in seconda divisione del West Bromwich. Dal 1973 al 1976 gioca in seconda divisione, collezionandovi complessivamente 103 presenze e 3 reti. A partire dalla stagione 1976-1977 torna a giocare in prima divisione, giocando tutte ed 84 le partite di campionato disputate dal club nelle stagioni 1976-1977 e 1977-1978, al termine della quale i Baggies si qualificano per la Coppa UEFA 1978-1979, dove vengono poi eliminati nei quarti di finale dalla Stella Rossa: Robertson gioca tutte e 8 le partite del club nella competizione, facendo quindi il suo esordio nelle competizioni UEFA per club. In questa stagione il West Bromwich arriva poi anche terzo in campionato (competizione in cui il difensore scozzese gioca 39 partite), qualificandosi così anche alla Coppa UEFA 1979-1980, in cui Robertson gioca entrambe le partite giocate dal club, che viene eliminato con un complessivo 4-1 dai tedeschi orientali del Carl Zeiss Jena nei trentaduesimi di finale. Negli anni seguenti continua a giocare regolarmente da titolare, disputando peraltro anche ulteriori 2 partite nelle coppe europee (la doppia sfida dei trentaduesimi di finale della Coppa UEFA 1981-1982, conclusa con l'eliminazione con un complessivo 4-1 a favore degli svizzeri del Grasshoppers): tra la parte finale degli anni '70 e i primi anni '80 gioca tra l'altro anche 2 semifinali di FA Cup (nelle stagioni 1977-1978 e 1981-1982) ed una semifinale di Coppa di Lega (nella stagione 1981-1982, che si aggiunge alla finale della medesima competizione che aveva perso nella stagione 1969-1970). Le uniche 2 stagioni in cui non gioca stabilmente da titolare sono la 1983-1984 (in cui gioca solamente 6 partite di campionato) e la 1985-1986, in cui gioca 20 partite di campionato. Rimane complessivamente in squadra per 18 stagioni consecutive, fino al termine della stagione 1985-1986: di queste stagioni 15 (tutte tranne quelle dal 1973 al 1976) sono quindi nella prima divisione inglese, in cui mette a segno 6 reti in 403 presenze; complessivamente mette a segno 9 reti in 506 partite di campionato. Nel corso della sua permanenza in squadra, è stato per alcuni anni anche capitano del club, che ha lasciato nell'estate del 1986, all'età di 34 anni, quando il neo allenatore Ron Saunders (arrivato in squadra nel febbraio del 1986, che subito l'aveva rimosso dalla formazione titolare) rescinde il suo contratto. Passa quindi al Wolverhampton, club di quarta divisione reduce da 3 retrocessioni consecutive, voluto dall'allenatore Brian Little con il doppio ruolo di giocatore e di vice allenatore: qui, nonostante lo scetticismo iniziale dovuto alla forte rivalità esistente (anche per la vicinanza geografica) tra Wolverhampton e West Bromwich, inizia comunque a giocare da subito da titolare, mantenendo il posto in squadra anche dopo l'esonero di Little (durato in carica per soli 36 giorni) col nuovo allenatore Graham Turner. Dopo un quarto posto nella Fourth Division 1986-1987 (seguito da una sconfitta nella finale dei play-off, saltata da Robertson per via di una squalifica), l'anno seguente vince sia il campionato che il Football League Trophy (peraltro i suoi primi trofei vinti in carriera, dopo un gran numero di piazzamenti e di finali e semifinali di coppe raggiunti nei suoi 18 anni al West Bromwich), conquistando poi una seconda promozione consecutiva grazie alla vittoria della Third Division 1988-1989, in cui gioca 30 partite; gioca poi per un'ultima stagione (la 1989-1990) con i Wolves, in seconda divisione, con un ruolo da comprimario. raggiungendo così un totale di 107 partite di campionato nel club: nonostante la rivalità esistente tra West Bromwich e Wolverhampton (gli unici 2 club in cui ha giocato da professionista), viene considerato anche a distanza di anni come un giocatore simbolo di entrambi i club. Si ritira al termine della stagione 1990-1991, trascorsa con il doppio ruolo di allenatore e giocatore nei semiprofessionisti del Worcester City.

### Allenatore
Dopo l'esperienza al Worcester City, trascorre la stagione 1991-1992 allenando il Cheltenham Town.

## Palmarès

### Giocatore

#### Competizioni nazionali
- Third Division: 1

Wolverhampton: 1988-1989
- Campionato inglese di quarta divisione: 1

Wolverhampton: 1987-1988
- English Football League Trophy: 1

Wolverhampton: 1987-1988